# Neoechinorhynchus pungitius
Neoechinorhynchus pungitius är en hakmaskart som beskrevs av Dechtiar 1971. Neoechinorhynchus pungitius ingår i släktet Neoechinorhynchus och familjen Neoechinorhynchidae. Inga underarter finns listade i Catalogue of Life.